# Vestingwet
De Vestingwet of Wet tot regeling en voltooiing van het vestingstelsel van 18 april 1874 regelde de verdediging van Nederland tegen vijandelijke invallen. Na de Frans-Duitse Oorlog van 1870-1871 was duidelijk geworden dat er behoefte was aan een nieuw verdedigingsplan. In principe ging men uit van een verdediging door middel van inundatie, waarbij het leger zich terug zou trekken tot het gebied rond Amsterdam. De wet kwam onder minister van Oorlog August Weitzel tot stand. Koning was Willem III.

## Bepalingen van de Vestingwet
De wet bestond uit zes artikelen. 
In het eerste artikel werd vastgelegd waaruit het Nederlandse vestingstelsel bestond. Negen stellingen werden met naam genoemd:
1. Nieuwe Hollandse Waterlinie
2. Grebbelinie
3. Stelling van het Hollandsch Diep en het Volkerak
4. Stelling van de monden der Maas en van het Haringvliet
5. Stelling van Den Helder
6. Werken ter dekking van rivier-overgangen en opname van troepen aan de IJssel, Maas en Waal
7. Stelling van Amsterdam
8. Zuider Waterlinie
9. Werken aan de Westerschelde

De IJssellinie en de stelling Groningen-Delfzijl werden niet in dit artikel genoemd en kwamen te vervallen. 
In het derde artikel werd bepaald dat er ieder jaar in de begroting geld wordt gereserveerd om de werken uit te voeren. Hierbij werd verder vermeld dat de werkzaamheden binnen acht jaar, of voor 1 januari 1883, moesten zijn voltooid.
In artikel vier werden de werken genoemd die overbodig zijn geworden. Binnen drie jaar moesten de gronden zijn overgedragen aan de Dienst der Domeinen en de werken zo veel als mogelijk worden gesloopt. Veel steden profiteerden hiervan, na de ontmanteling konden ze worden uitgebreid. Het ging om de vestingwerken in de provincie Friesland en provincie Groningen, en daarnaast rond de steden: 
- Breskens
- Deventer
- Elden
- Grave
- Groningen
- Lent
- Nijmegen
- 's-Hertogenbosch
- Zutphen

Arnhem (1829) en Utrecht (1830) hadden hun  verdedigingswerken vóór de totstandkoming van de Vestingwet al ontmanteld.
In artikel vijf werd geregeld dat de extra kosten om de verdediging in stand te houden als gevolg van een nieuwe weg, spoorweg of kanaal, voor rekening kwamen van de aanvrager van die infrastructuur.

## Intrekking
De wet werd op 28 maart 1938 ingetrokken.

## Kaarten van stellingen genoemd in wet

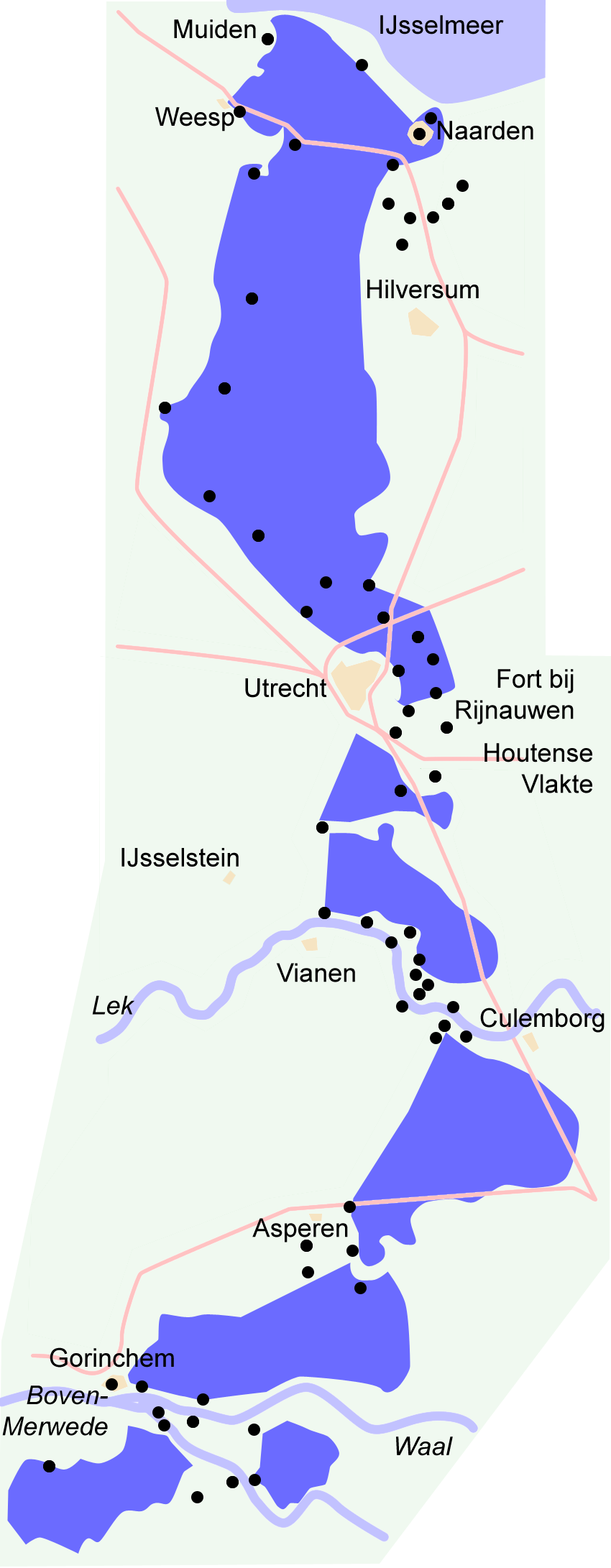
Nieuwe Nederlandse Waterlinie
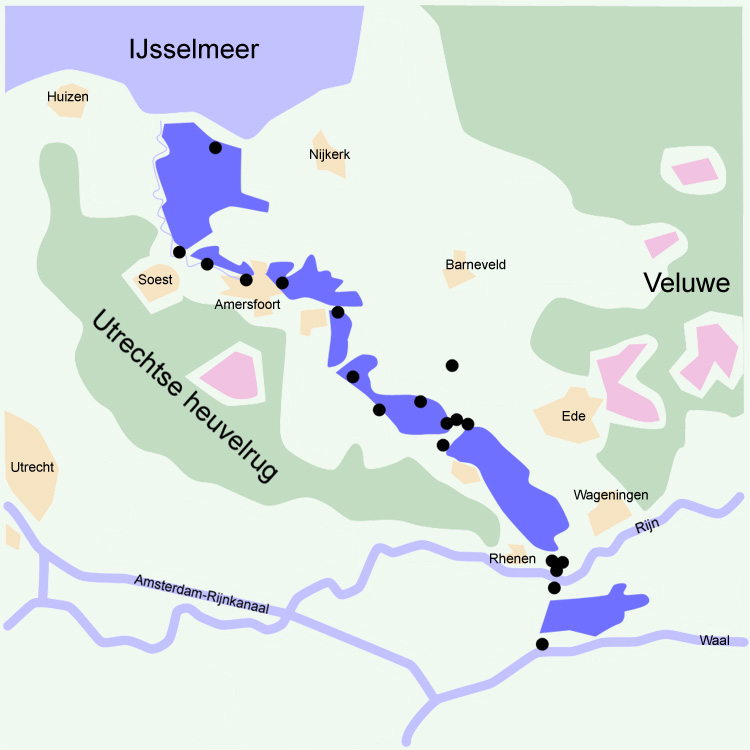
Grebbelinie
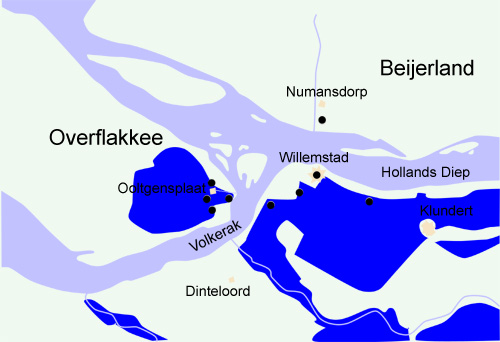
Stelling van het Hollands Diep en Volkerak
Stelling van Amsterdam
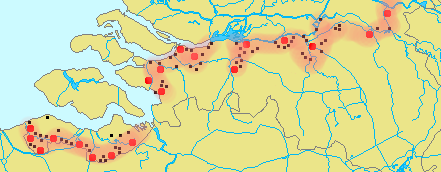
Zuider Waterlinie